# Type 45
Pour les autres classes de navires du même nom, voir Classe Daring.
Les destroyers britanniques type 45 (T-45) de classe Daring (classe D) sont des bâtiments de défense aérienne de premier rang équipant la Royal Navy. Construits en 6 exemplaires et mis en service à partir de 2009, ils partagent avec la classe Horizon le système d'armes PAAMS basé sur le missile Aster.
Ces navires remplacent les 12 DDG Type 42 qui ont équipé la Royal Navy depuis le milieu des années 1970. Il s'agit de la troisième classe de destroyers à se dénommer Daring : il y eut d'abord une classe de 2 navires lancés en 1893 et 1894, puis une autre de 12 bâtiments lancés entre 1949 et 1952.

## Historique
Le remplacement des Type 42 aurait dû être assuré par le programme multinational NFR90 (Nato Frigate Replacement 90) mais des querelles industrielles et des divergences de vue entre les différentes marines entrainèrent le retrait de la marine britannique en 1989 puis l'abandon du programme au début des années 1990.
En mars 1991, les Marines française et britannique identifièrent un besoin commun pour de nouveaux navires antiaériens qui donna naissance en 1993 au programme frégate Horizon auquel s'était joint la Marine italienne. Le programme était ambitieux puisque potentiellement 22 navires pouvaient être construits (12 pour la Royal Navy, 4 à 6 pour l'Italie et 4 pour la France).
Tout capota pourtant le 25 avril 1999 quand le Royaume-Uni se retira du programme Horizon (tout en maintenant sa participation pour le système PAAMS) en invoquant son coût excessif. Les Américains proposèrent aux Britanniques la cession des cinq premiers croiseurs de classe Ticonderoga avec le système Aegis mais les Britanniques retoquèrent cette proposition car ils avaient besoin de douze navires neufs. Le 11 juin 2000, Bae Systems remporta la maitrise d’œuvre du projet pour les trois premiers navires sur les douze prévus qui furent commandés le 20 décembre 2000 suivis de trois autres le 18 février 2002. Le programme original prévoyait douze navires mais, en raison de l'inflation des coûts, ce chiffre a été ramené à 8 le 21 juillet 2004. Les 7e et 8e Type 45 sont abandonnés en 2008.

## Observations

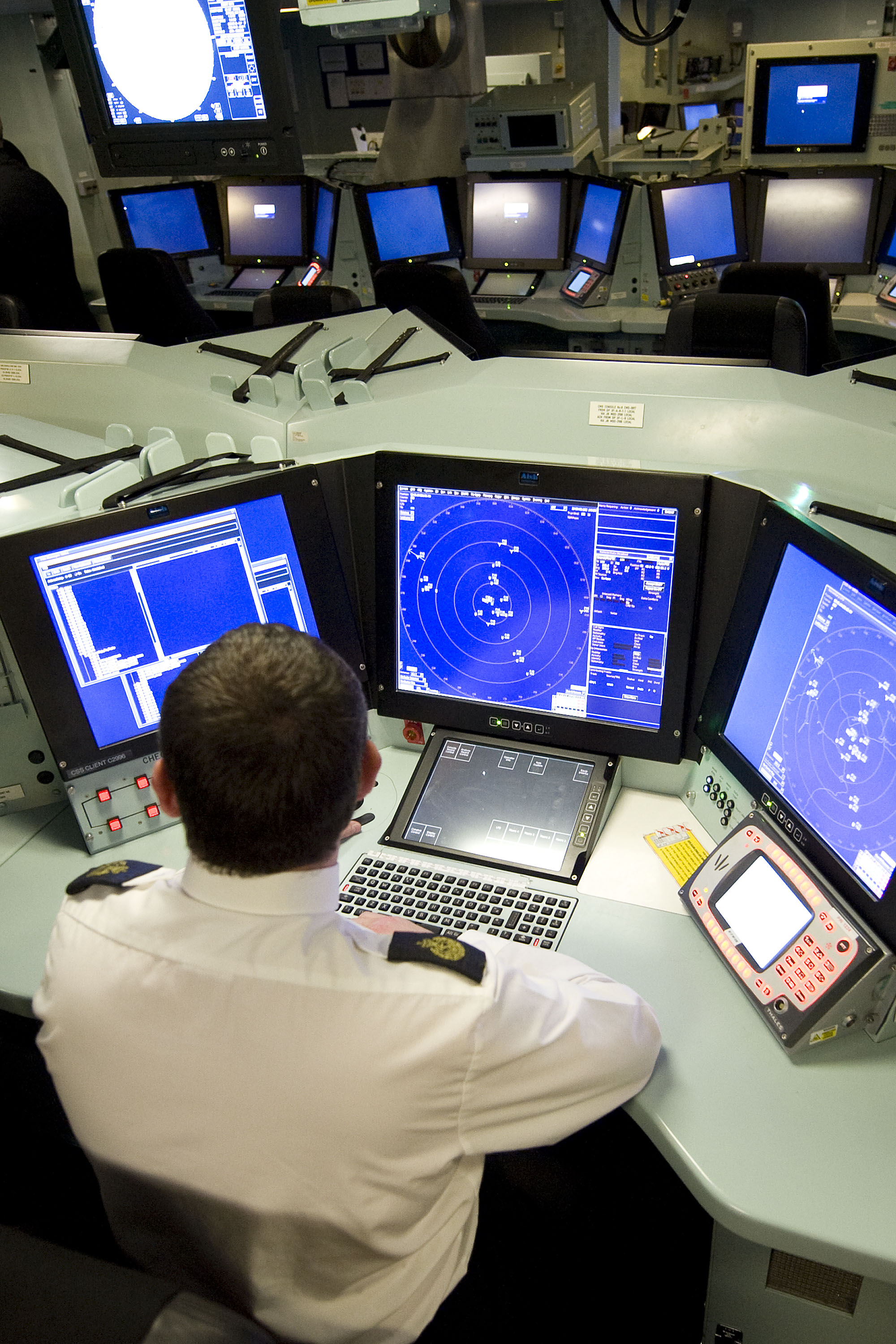
Centre d'information de combat du HMS Daring en 2009.

Bien que dénommés destroyers, leur tonnage est proche d'un croiseur léger d'entre-deux-guerres.
Elles ont des formes furtives : superstructures compactes et fermées, embarcations masquées dans les superstructures, la tourelle du canon de 114 mm a également une forme furtive.
Elles disposent d'une informatique de pointe avec les systèmes de combat CMS et de commandement CSS, ainsi que de la liaison 16 (Cooperative Engagement System) américaine qui ne sera en service, selon un rapport de 2009, qu'en 2014.
Conduite de tir optronique EOGCS (Electro-Optical Gun Control System).
Ils sont les premiers navires à être équipés de turbines à gaz WR étudiées conjointement par Rolls-Royce, Northrop Grumman et DCNS (turbines à système de refroidissement et de récupération d'énergie : la récupération de chaleur aux échappements permet d'augmenter la puissance disponible et réduire la consommation de combustible et la signature infrarouge).
Selon un rapport de 2017, leur empreinte acoustique serait très importante permettant à des sous-marins russes de les détecter « à cent nautiques » (185 km).
Ils ont une autonomie de 45 jours et disposent de logements pour 60 commandos.
Le maître d'œuvre de ce programme est BAE Systems qui les construit dans les chantiers de Scotstoun et de Barrow-in-Furness, mais les chantiers VT Group (en) y participent à hauteur de 20 %.
À la suite de l'inflation des coûts et des problèmes techniques, ce programme a pris 2 ans de retard et le chiffre de 12 navires originellement prévu ne sera pas respecté, seuls 6 entreront en service.
Le coût d'un navire estimé à 650 millions de livres (soit 975 millions d'euros) en 2005) est désormais d'environ 1,1 milliard de livres. Le coût total du programme estimé à l'origine à 5 milliards de livres est au début de 2009 estimé à 6,46 milliards.
Un défaut de conception du refroidisseur intermédiaire fourni par Northrop Grumman et fixé aux turbines à gaz Rolls-Royce WR-21 engendrerait une perte de puissance, notamment dans les mers chaudes. Le HMS Dauntless a été équipé de nouveaux générateurs, dans le cadre du « Power Improvement Project » [PIP] ; il a repris la mer en 2022, puis est de nouveau entré dans une période de maintenance afin d’être doté du nouveau missile antinavire NSM [Naval Strike Missile]. La tête de série, le HMS Daring a été mis en cale sèche entre 2017 et 2020, puis il a été remorqué vers un autre chantier naval pour recevoir de nouveaux générateurs. Ces travaux ayant été achevés en 2022, il a été renvoyé à Portsmouth pour poursuivre son réaménagement et sa « régénération ». En 2024, on annonce qu'il devrait bientôt reprendre la mer pour effectuer des essais, après plus de sept ans d'immobilisation.

## Bâtiments
En 2005, six frégates sont commandées et deux étaient planifiées mais les considérations budgétaires font que ces deux dernières sont annulées en 2008 :
| Nom et Pennant number | Quille posée     | Lancement        | Mise en service   |
| --------------------- | ---------------- | ---------------- | ----------------- |
| HMS Daring (D32)      | 28 mars 2003     | 1er février 2006 | 23 juillet 2009   |
| HMS Dauntless (D33)   | 26 août 2004     | 23 janvier 2007  | 3 juin 2010       |
| HMS Diamond (D34)     | 25 février 2005  | 27 novembre 2007 | 6 mai 2011        |
| HMS Dragon (D35)      | 19 décembre 2005 | 17 novembre 2008 | 27 avril 2012     |
| HMS Defender (D36)    | 31 juillet 2006  | 21 octobre 2009  | 21 mars 2013      |
| HMS Duncan (D37)      | 26 janvier 2007  | 11 octobre 2010  | 26 septembre 2013 |

## Armement
Le système d'armement principal, basé sur le Principal Anti Air Missile System (PAAMS) et qui est nommé Sea Viper par la Royal Navy, est composé des 48 missiles de défense antiaérienne Aster-15 et -30 conçus par MBDA, installés dans un système de lancement vertical DCNS Sylver A50. Ces missiles équipent aussi la Marine nationale française, la Marina militare italienne et la Marine saoudienne. Ils ont une portée (pour les Aster 30) de plus de 100 kilomètres contre des cibles à haute altitude et une capacité antimissile;
Le Sea Viper aurait dû entrer en service en 2007, à temps pour être installé sur le HMS Daring avant son admission au service en 2008. Mais, le projet a connu d’importants retards et dépassements de budget et n'est opérationnel sur le Daring que depuis mai 2011. Ils sont couplés avec le radar à antenne active SAMPSON (en) de BAE Systems. Celui-ci est à une fréquence de 2 à 4 GHz (bande S), une puissance de 25 kW et à une portée de détection de 400 km.
L'artillerie navale se compose d'un canon de calibre 114 mm Mk8 Mod 1 (25 coups par minute, portée surface-surface de 27 km) ; mais il est prévu que les navires reçoivent dans l'avenir un armement plus adapté pour les tirs terrestres (à l'origine des canons de calibre 127 ou de 155 mm mais le ministère de la Défense n'a pas pu financer le coût élevé de développement associé à l'élaboration d'une nouvelle pièce d'artillerie navale de calibre 155 mm, et en ce qui concerne le destroyer de type 45, on craint que le très grand magasin requis utiliserait le volume réservé pour les 16 cellules VLS supplémentaires. Ce projet a donc été abandonné en 2010.).
Elle dispose également de deux canons à tube unique de calibre 30 mm Oerlikon KCB nommés 30mm DS30M Mark 2 Automated Small Calibre Gun (en).
La capacité d'autodéfense est composée de 2 miniguns M134 et de 6 mitrailleuses FN MAG.
Il emporte un hélicoptère Lynx jusqu’à la mise à la retraite de ce dernier,  AgustaWestland AW159 Wildcat ou AgustaWestland EH101 armé de 2 torpilles ASM Sting Ray ou de 4 missiles antinavires Sea Skua.
Une grande partie de l'armement prévue à l'origine ne sera pas montée à bord au lancement des premiers bâtiments, notamment le système de défense antimissile Phalanx CIWS qui devrait être installé sur le Daring à partir de 2011.
Les 2 lanceurs quadruples pour missiles antinavires Harpoon, ainsi les deux tubes doubles lance-torpilles de calibre 324 mm prévus ne sont pas installés à l'origine. Les navires sont câblés dès l'origine pour recevoir les lanceurs Harpoon dès que l'installation serait décidée. En 2013, il est annoncé que 4 navires recevront les lanceurs Harpoon de frégates Type 22 désarmées à une date indéterminée, et que l'installation des tubes lance-torpilles n'est pas d'actualité,. Ces missiles devant être retirés en 2023, il est annoncé le 23 novembre 2022 qu'ils seront remplacés par le Naval Strike Missile.
L'installation de missiles de croisière Tomahawk envisagée à l'origine a été annulée car elle aurait nécessité le remplacement des lanceurs verticaux Sylver A50 par des Mk.41. L'espace inutilisé est devenu une salle de gymnastique.

## Fiche technique

### Électronique
- 1 radar à antenne active SAMPSON de lutte antiaérienne fonctionnant en bande E/F. D'une portée de 370 km, il peut suivre 500 pistes et en engager 12 à la fois ;
- 1 radar naval de veille air 3D Alenia Marconi Systems (absorbé depuis 2005 par BAE Systems Integrated System Technologies) S1850M Smartello ; Dérivé du SMART-L néerlandais, ce radar fonctionne en bande D et à une portée de 400 km ;
- 1 radar de veille surface S 1850 M ;
- 2 postes de veille optique QPD SOFRESUD ;
- contrôles de tir GWS 60 ;
- 1 sonar actif d’attaque Ultra-EDO MFS-7000 ;
- 1 système de combat BAE/AMS CMS ;
- Liaisons de données tactiques Liaison 11, Liaison 14, Liaison 22 (en étude), Liaison 16 ;
- 1 système SQQ-28 ;
- Leurre naval IDS300[17]
- 4 x 6 lance-leurres Siren ;
- 1 leurre torpille SSTD ;
- 1 détecteur/brouilleur radar RSEM.

### Armement
- Missiles :
  - 48 Aster-15 et -30 dans un Système de Lancement Vertical DCNS Sylver A50 ; Nom donné par la Royal Navy à l'ensemble du système Sea Viper.
- Artillerie navale
  - 1 Vickers de 114 mm/55 Mk 8 Mod 1,
  - 2 canons de 30 mm DES/MSI.
  - 1 Vulcan (à partir de 2011)
  - 2 miniguns M134 et 6 mitrailleuses FN MAG.

## Galerie photographique

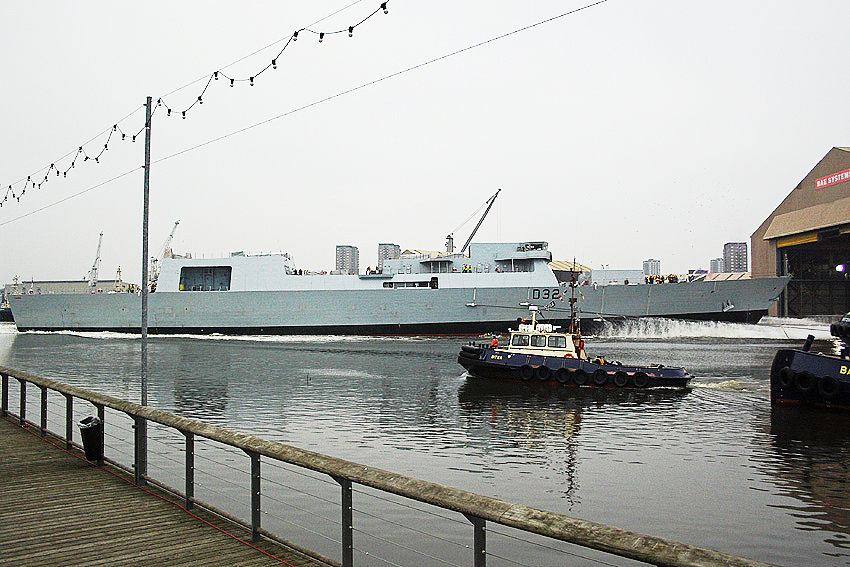
Lancement de HMS Daring à Scotstoun (1er février 2006)
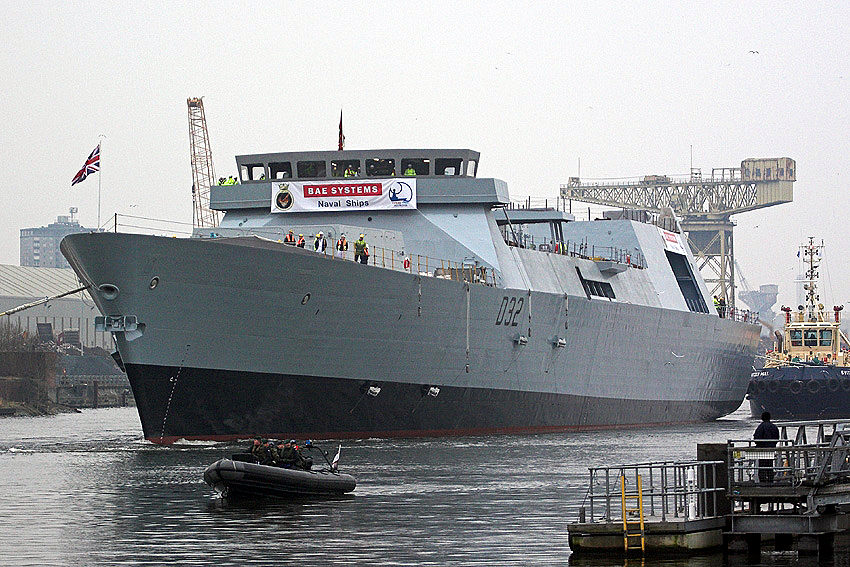
Lancement de HMS Daring à Scotstoun (1er février 2006)
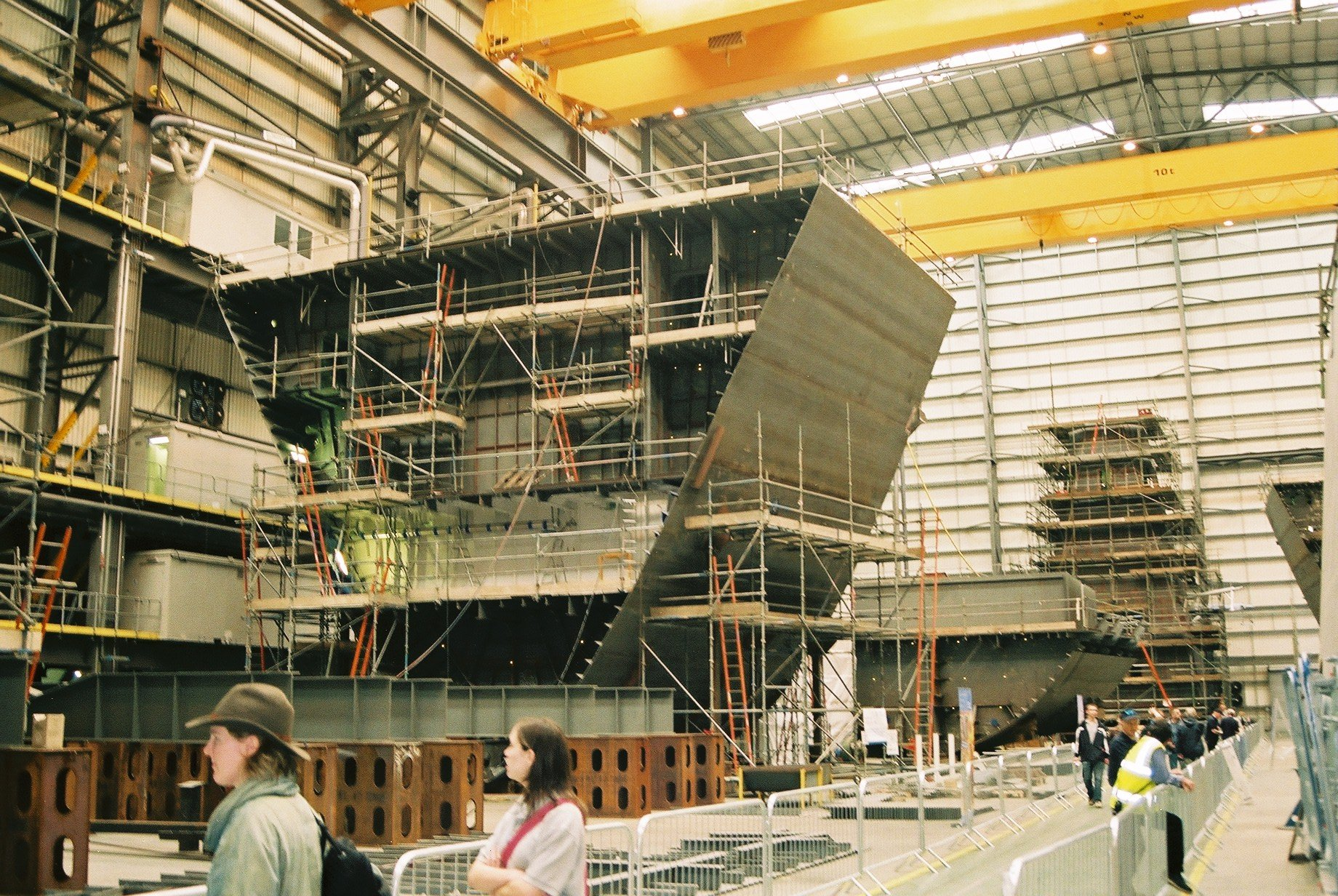
Construction de HMS Dauntless en 2007.
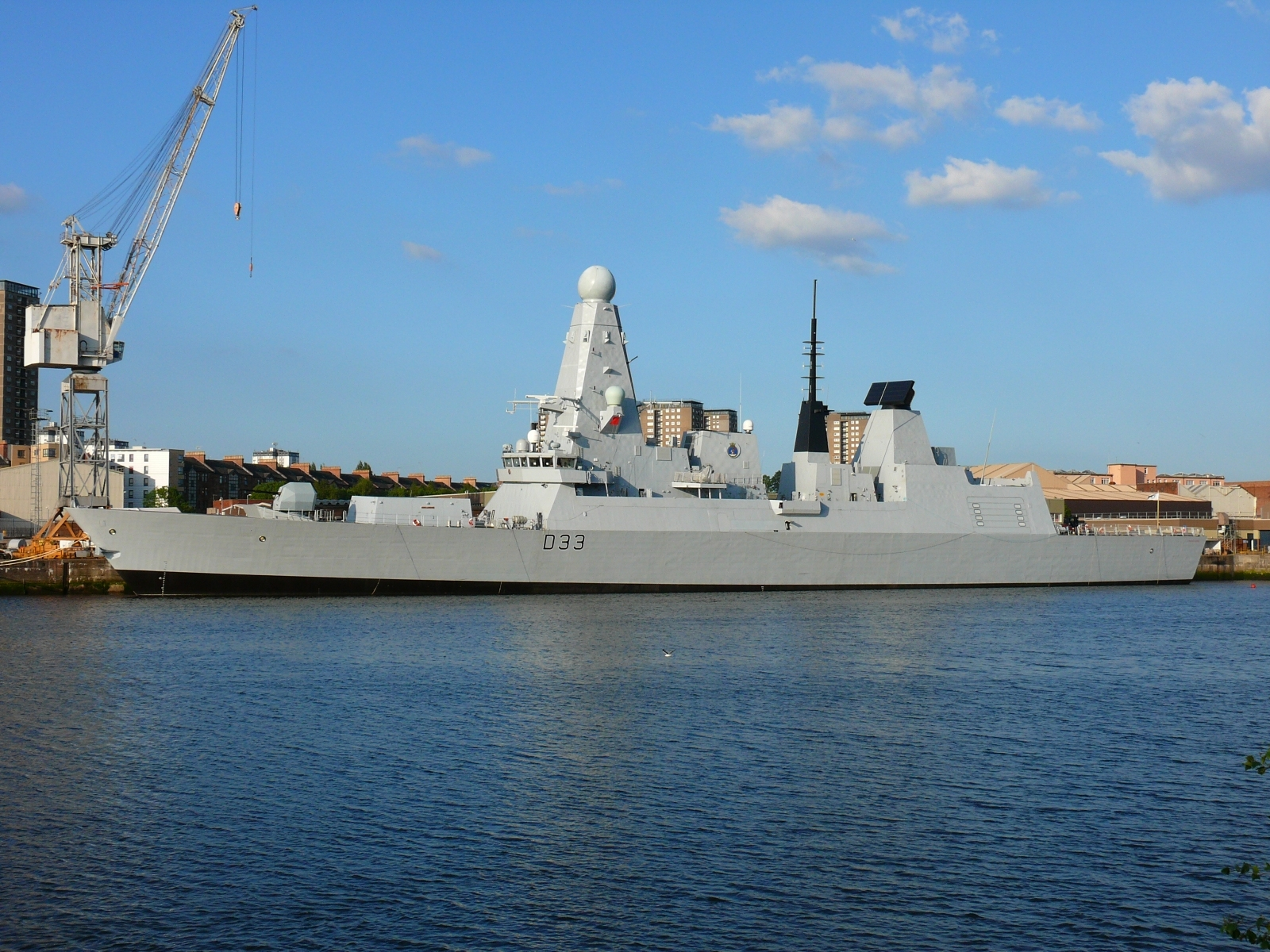
HMS Dauntless en 2009.
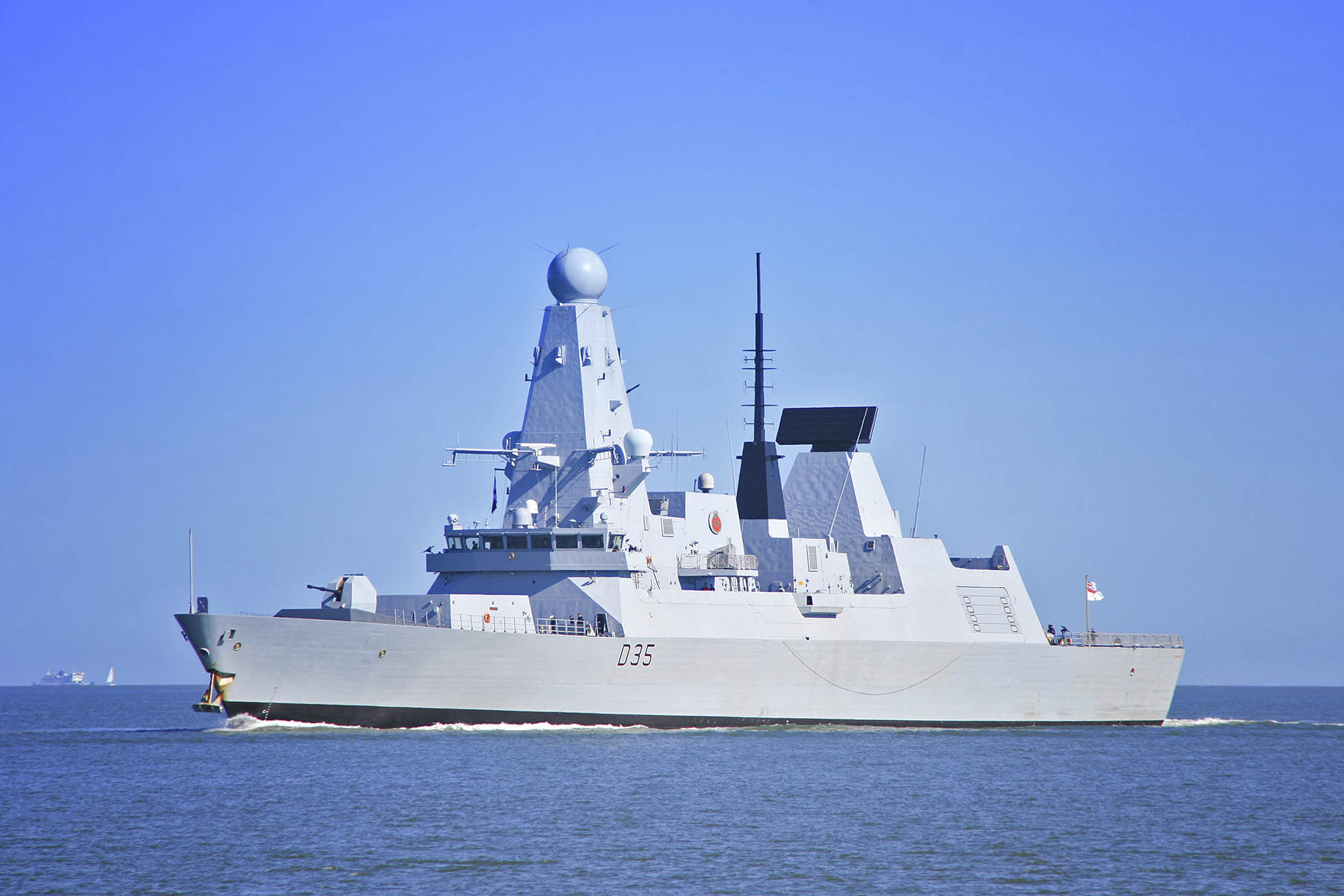
HMS Dragon en 2012.